# Prisăcani
Prisăcani es una comuna ubicada en el distrito de Iași, Rumania.

## Superficie
Cuenta con una superficie de 60,52 kilómetros cuadrados.

## Demografía
Hasta 2021 la población era de 3638 habitantes, con una densidad de población de 60,11 habitantes por kilómetro cuadrado.